# 徐正文
徐正文（1966年—），臺灣政治人物，大陸臺商。曾是中國國民黨第二十、二十一屆中央委員，黃復興黨部顧問。2020年因武漢返台包機風波被國民黨停權兩年。

## 生平
徐正文自稱是「黃埔的後代」。小時候住在民生社區，先後就讀西松國小、民生國中、中國文化大學經濟學系，後前往中國上海復旦大學法律研究所攻讀，但未攻讀完。後又在世新大學就讀EMBA。
徐正文長期從事快速消费品市場的行銷，後看到中國的市場商機，於1997年進入中國快速消费品產業，後擔任金光集團（中國）生活用紙公共關係事務部總經理及集團發言人；佳用商貿（上海）有限公司、哈爾濱好時用企業管理諮詢有限公司之法人代表以及兼任香港建設（控股）有限公司監事會主席。
2018年4月，連任台北市家長會長協會總會長。
2020年中華民國總統選舉前，徐正文曾經營4個支持韓國瑜的臉書粉絲團，還時常出現在韓國瑜的造勢場合，被視為「鋼鐵韓粉」。2019年4月，登記新北市第十二選舉區立法委員国民黨內部初選，但最後敗給前台北市副市長李永萍。
2020年初COVID-19爆發後，以台商身份居中協助中華民國政府撤僑（协调者身份被中共官方否认），後被發現第一波撤僑名單與原先協調名單（中華民國籍老弱婦孺、急需他種藥物的慢性病患與短期旅客）不符，而是徐與當地台商協會幹部私自改以台商、陸籍配偶為主，且逕自對外發佈還有後續撤僑包機計畫，引起爭議後遭國民黨暫停黨權處分。
2022年初，宣布投入國民黨台北市大安、文山區市議員初選，但最後並未被提名。後於8月28日的國民黨全代會上提案要求比照曾獻瑩報准參選且須現場表決，引發他人反彈而發生肢體衝突。

## 爭議事件

### 擔任中共半官方職務
2016年11月17日，獲頒上海市政協台胞聯絡組成員的聘書。此外還擔任過北京市特邀政協委員、蘇州市特邀政協委員、北京市政協港澳台僑工作顧問、中國和平統一促進會浙江、江西、黑龍江分會常務理事。

### 多次前往中國參加政治活動
2016年11月11日前往北京的人民大會堂參加紀念孫中山先生誕辰150周年大會並聆聽中共中央總書記、國家主席習近平講話。會後接受香港《文匯報》採訪時表示反對台獨、港獨和疆獨。
2019年1月，參加中國網政協頻道主辦的節目，並朗讀習近平著作《习近平谈治国理政》，為中國夢加油。；同月，參加「全国台湾同胞投资企业联谊会春節座談」，會見國台辦主任劉結一。

### COVID-19撤僑 返台名單遭疑 协调者身份被否定
2020年2月3日深夜，第一批武漢撤僑專機返台。徐正文自称居中協調返台名單，日后被经办此次包机事宜的湖北省官方否认。2月4日，中央疫情中心公佈，回台者有1人確診。
2月5日，原訂當日第二批返台班機臨時喊卡，陸委會臨時召開說明會，為提高防疫工作確實度，加上首批名單不符合原先協調之預期：「未以有特殊用藥需求、慢性疾病患者、小孩及老人等人員為優先」。徐正文因此召開記者會，表示：「希望少一點政治，多一點人情味，兩岸本是一家親。」後來發現，首批返台名單有十幾人非中華民國籍，而是中華人民共和國籍配偶及家人（即陆配），徐正文遭質疑先安排台商、陸配為主，徐正文也證實，首批返台者比名單多出3人，其中一名即為確診病例。他強調各方「可檢視這些人是不是應該讓他回來，一個學生考到學校，為什麼不讓他回來？」然而，對於期盼能於首波班機返台的重型血友病患則仍滯留在中國。同日，國民黨強調徐正文對包機返台事件言行皆為徐正文個人行為，與國民黨無關。
2月6日經媒體披露，徐正文再交給海基會、武漢臺協會長405人名單，依然沒有血友症病患在內，徐正文改口表示他沒有找到血友症病患名單。
2月7日，湖北省台办副主任、新闻发言人邢军志接受记者采访表示，湖北省台胞的返台事宜是「在有关方面的指导支持下，由湖北省和武汉市台办负责，武汉市台商协会协助。」2月3日的首批247人名单，由个人事先提出，台办决定。247人中，临时来武汉人员168人，未满18岁的少年儿童61人，60岁以上老人24人，已知慢性病患者13人。湖北省台办以「徐姓台商」指代，称「从来没有与此人有过联系沟通，这个人到现在都没搞清楚。」同时，邢军志认为台湾方面指责陆配同机返台的观点，「简直是丧失人伦，毫无人性」，指湖北省台办不可能阻止陆配返台、拆散家庭，更无临时增加登机人员。

### 全代會上失控霸占主席台
2022年8月28日，國民黨舉行全代會，會中因徐正文原本有提案要求黨中央讓他「報准」參選台北市大安、文山議員，結果該案被保留，交由中央委員會研處。此舉引起徐正文不滿，並霸佔發言台，與其他黨代表發生推擠拉扯，最後被勸離會場。
隔日，國民黨召開中央評議委員會議，黨主席朱立倫表示，全代會有中心任務這次就是團結勝選，若有其他黨代表表達不同意見，這是黨內民主最基本的態度。有關黨內的選制並非這次全代會的提案，等下次全代會再討論。個別黨代表（指徐正文）若為了個人權益在全代會中引起爭議，自有黨內制度處理。，另外，黨內出現要求將徐正文送考紀會處理，黨主席朱立倫表示，因為徐正文屬於黃復興黨部，將尊重黃復興黨部的決定。
然而，徐正文前往桃園地檢署控告當時與他拉扯的其他黨代表，2022年9月2日，徐正文招開記者會，表示自己受到「政治迫害」，下午決定是否退出國民黨，孫文學校總校長張亞中奉勸徐正文不要被迫離開國民黨。

## 家庭生活
徐正文育有三子。